# Russkije witjasi

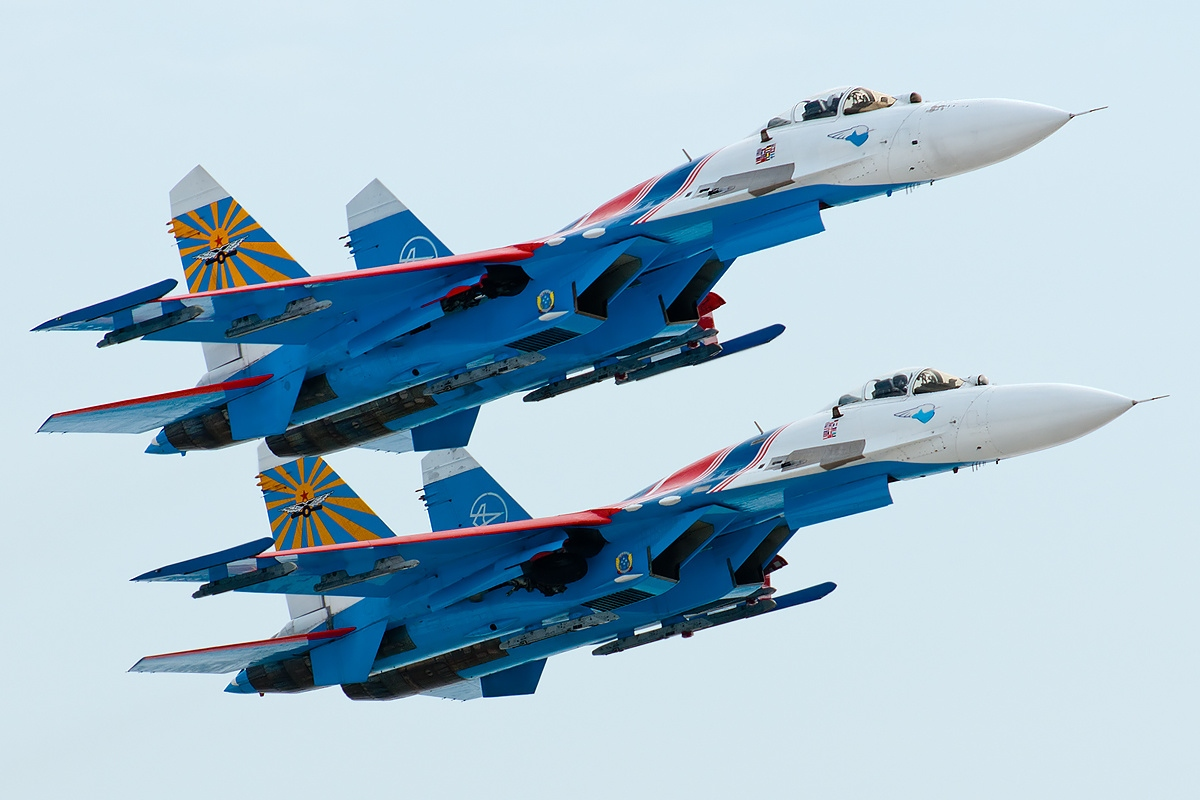
Suchoi Su-27 der Russkije witjasi (2011)

Die Russkije witjasi (russisch Русские витязи, deutsch Russische Recken, siehe Bogatyr/Witjas) sind eine Kunstflugstaffel der russischen Luftstreitkräfte.

## Geschichte
Die Staffel wurde am 5. April 1991 gegründet und ist auf dem Militärflugplatz Kubinka stationiert. Der erste öffentliche Auftritt wurde am 21. September des Jahres in Leuchars absolviert. Sie fliegt die Suchoi Su-27 und seit Herbst 2016 die Su-30SM, mit der im März 2017 bei der LIMA-Luftfahrtmesse auf Langkawi erstmals eine öffentliche Vorführung geflogen wurde. Kommandeur ist der in Deutschland geborene Gardeoberst Andrei Alexejew. Ihr Auslandsdebüt gab die Staffel am 24. August 1991 in Poznań. Oft zeigen die Russkije witjasi gemeinsame Vorführungen mit dem Kunstflugteam Strischi, das ebenfalls in Kubinka beheimatet ist. Die drei Teams Berkuti, Russkije witjasi und Strischi gehören mittlerweile zu den Standardteams bei den MAKS-Airshows und den Siegesparaden in Moskau.

## Unfälle
Am 12. Dezember 1995 zerschellten bei widrigem Wetter zwei Su-27 und eine Su-27UB beim Anflug auf den Luftwaffenstützpunkt Cam Ranh in Vietnam an einem nahe gelegenen Berg. Am 29. Dezember 1995 wurden die Leichen von vier Besatzungsmitgliedern gefunden und nach Russland ausgeflogen.
Am 16. August 2009 kam es während eines Trainingsfluges auf dem Internationalen Luft- und Raumfahrtsalon MAKS zu einer Kollision zweier Suchoi Su-27. Der Pilot Igor Tschenko kam dabei ums Leben. Durch herabfallende Trümmer fingen mehrere Wochenendhäuser Feuer, wodurch mindestens fünf Menschen verletzt wurden.
Am 9. Juni 2016 stürzte eine Maschine der Staffel während einer Vorführung zu den Einweihungsfeierlichkeiten eines Denkmals für die im Zweiten Weltkrieg gefallenen Piloten nahe Moskau ab, der Pilot kam dabei ums Leben.